# Halacha

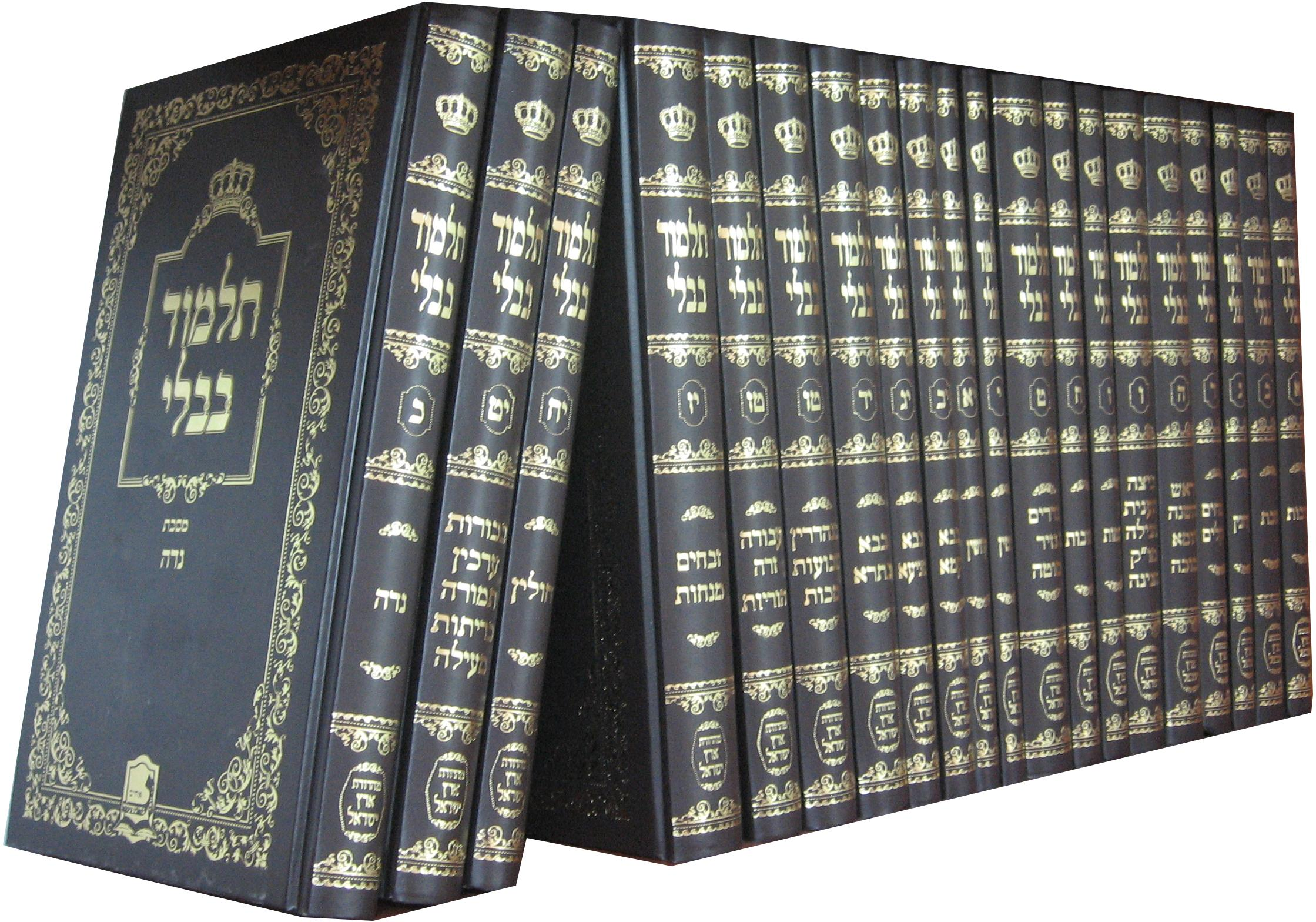
Babylonischer Talmud

Die Halacha (am Ende [-ˈχaː] gesprochen; hebräisch הלכה; abgeleitet vom Verb הלך halach: „gehen“, „wandeln“) ist der rechtliche Teil der Überlieferung des Judentums, im Unterschied zur Aggada. Die Halacha umfasst die 613 Mizwot (Gebote und Verbote), deren spätere Auslegung im Talmud sowie die Bräuche und Traditionen, die im Schulchan Aruch zusammengefasst wurden, enthält darüber hinaus aber auch allgemeine Rechtsgrundsätze. Von den 613 Mizwot sind 365 hebräisch שס´ה Schessah, deutsch ‚Verbote‘, und 248 hebräisch רמ´ח Remach, deutsch ‚Gebote‘. 

## Geschichte
Die Texte der Halacha sind in Werken wie der Mischna (2. Jahrhundert), dem Babylonischen und Jerusalemer Talmud (5. und 6. Jahrhundert) oder in den späteren Kommentarwerken, so etwa in der Mischne Tora des Rechtsgelehrten und Philosophen Maimonides (12. Jahrhundert) gesammelt worden.

## Auslegung
In diesen rechtlichen Auslegungen der schriftlichen Tora spiegeln sich die unterschiedlichen Meinungen der Rabbiner, Weisen und Gelehrten wider. Sie zielen auf Verhaltensregeln, die das gesamte Leben der Gläubigen betreffen. Historisch ist die Halacha ein Teil des Talmuds. Sie gehört zur so genannten mündlichen Überlieferung, die sowohl in Jerusalem als auch in Babylon seit der Zeit nach der Zerstörung des ersten Jerusalemer Tempels und dem babylonischen Exil festgehalten wurde.

„Die Halakhah besteht aus verschiedenen Komponenten. Manche sind sinajitischen, manche sind rabbinischen Ursprungs. Die Verbindlichkeit einer halachischen Anweisung hängt von verschiedenen Kriterien ab. Von maßgeblicher Bedeutung ist der Nachweis einer langen Tradition und die Berufung auf eine anerkannte Autorität. Unter gewissen Umständen kann ein Brauch (Minhag), wenn er einer bestimmten Halacha widerspricht, diese ersetzen.“

## Unterscheidung in „de-oraita“ und „de-rabbanan“
Grundlegend in der jüdischen Rechtsphilosophie ist die Unterscheidung von Gesetzen, Vorschriften und Verordnungen (Halachot und Taqqanot) in solche, deren Ursprung auf die Tora zurückgeführt wird, und solche, die der späteren Diskussion der Gegenstände durch Rabbiner und Rechtsgelehrte entspringen. So bedeutet de-oraita (reichsaramäisch דְאוֹרָיְתָא, hebräisch מִן הַתּוֹרָה) aus der Tora und de-rabbanan (reichsaramäisch דְרַבָּנָן, hebräisch מִדְרַבּוֹתֵינוּ) von den Rabbinern. Die Unterscheidung ist dabei häufig nicht einfach, da zu de-oraita nicht nur die in der Tora schriftlich fixierten Vorschriften gezählt werden, sondern auch diejenigen, die mit Hilfe der Auslegung (Midrasch, hebräisch מִדְרָשׁ) aus dem Text gewonnen werden können, sowie die der mündlichen Überlieferung zugerechneten Gesetze (hebräisch תּוֹרָה שֶׁבְּעַל־פֶּה – thora sche-ba'al peh).